# Ромні (Західна Вірджинія)
Ромні (англ. Romney) — місто (англ. city) в США, в окрузі Гемпшир штату Західна Вірджинія. Населення — 1724 особи (2020).

## Географія
Ромні розташоване за координатами 39°20′45″ пн. ш. 78°45′22″ зх. д. / 39.34583° пн. ш. 78.75611° зх. д. (39.345755, -78.756020).  За даними Бюро перепису населення США в 2010 році місто мало площу 2,49 км², з яких 2,49 км² — суходіл та 0,00 км² — водойми.

## Демографія
Згідно з переписом 2010 року, у місті мешкало 1848 осіб у 843 домогосподарствах у складі 410 родин. Густота населення становила 743 особи/км².  Було 967 помешкань (389/км²).
Расовий склад населення:
| - 95,8 % — білих - 2,7 % — чорних або афроамериканців - 0,2 % — корінних американців - 0,1 % — азіатів |

До двох чи більше рас належало 1,1 %. Частка іспаномовних становила 1,4 % від усіх жителів.
За віковим діапазоном населення розподілялося таким чином: 23,6 % — особи молодші 18 років, 52,8 % — особи у віці 18—64 років, 23,6 % — особи у віці 65 років та старші. Медіана віку мешканця становила 41,9 року. На 100 осіб жіночої статі у місті припадало 78,9 чоловіків;  на 100 жінок у віці від 18 років та старших — 74,8 чоловіків також старших 18 років.
Середній дохід на одне домашнє господарство  становив 35 800 доларів США (медіана — 25 925), а середній дохід на одну сім'ю — 47 072 долари (медіана — 29 531). За межею бідності перебувало 24,4 % осіб, у тому числі 44,6 % дітей у віці до 18 років та 18,8 % осіб у віці 65 років та старших.
Цивільне працевлаштоване населення становило 743 особи. Основні галузі зайнятості: освіта, охорона здоров'я та соціальна допомога — 42,8 %, роздрібна торгівля — 11,2 %, виробництво — 8,9 %.